# جغدباز کوچک
جغدباز کوچک یا جغدباز سومبای کوچک (نام علمی: Ninox sumbaensis), یک گونه از جغدها از خانواده جغدان راستین (Strigidae) و بومی جزیره سومبا در اندونزی است. زیستگاه طبیعی آن جنگل‌های دشت نمناک نیمه‌گرمسیری یا گرمسیری است و از دست دادن زیستگاه آن را تهدید می‌کند.